# Низшее образование (фильм)
«Низшее образование» (англ. Lower Learning) — американский низкобюджетный комедийный фильм режиссёра Марка Лэфферти, премьера которого состоялась в США 12 декабря 2008 года.
Фильм получил крайне негативные отзывы от критиков и зрителей и потерпел полный провал в прокате, собрав всего две тысячи долларов при бюджете $ 2 млн.

## Сюжет
Одна из худших школ штата, находится под угрозой закрытия. Нижайшие оценки экзаменов во всём штате, пьяные учителя, которые качают деньги из родителей школьников, коррумпированный директор. В общем, полный бардак, который достался неудачнику заместителю директора Тому Уилломану (Джейсон Биггс). Ему предстоит изменить его школу к лучшему… Том узнает, что школьный инспектор (Ева Лонгория) — друг детства, он нанимает её, чтобы помочь ему спасти школу, сплотив учителей и учеников против директора.

## В ролях
- Джейсон Биггз — Том
- Ева Лонгория — Ребекка
- Моника Поттер — Лаура
- Роб Кордри — Директор Биллингс
- Райан Ньюман — Шарлотта
- Мэтт Уолш — мистер Конрой